# هسو شوچینگ

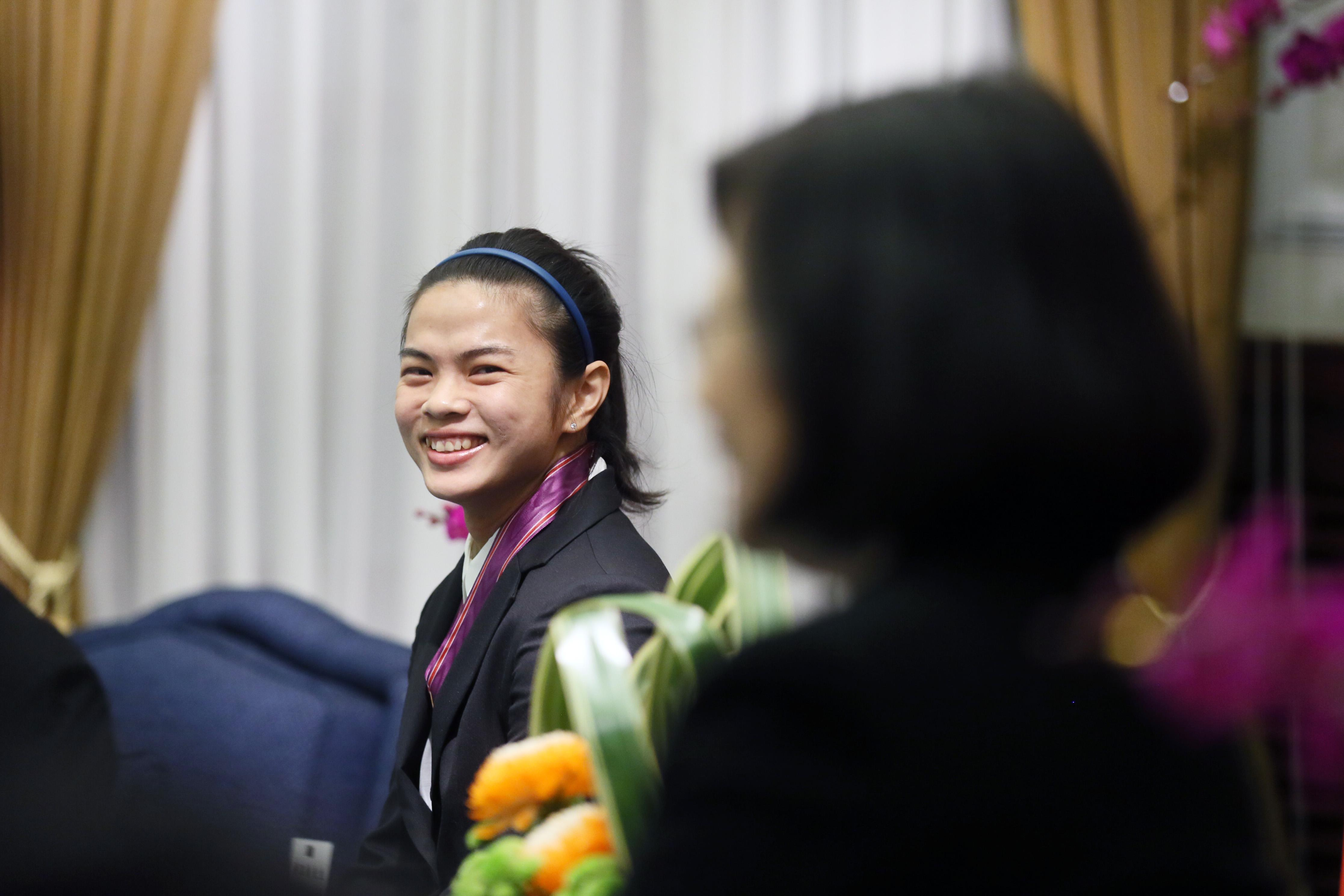
هسو شوچینگ در سال ۲۰۱۶

هسو شوچینگ (زاده ۹ مه ۱۹۹۱) وزنه بردار اهل چین تایپه است.